# Karl Sachs (Romanist)

Prof. Dr. Karl Sachs auf einer Sammelmarke (um 1900) des Langenscheidt-Verlages

Karl Ernst August Sachs (* 31. März 1829 in Magdeburg; † 1. August 1909 in Brandenburg an der Havel) war ein deutscher Romanist sowie Lexikograph.

## Leben

Vorsatzblatt zum Wörterbuch (1883)

Der aus Magdeburg gebürtige Karl Sachs absolvierte das Studium der klassischen Philologie an der Friedrich-Wilhelms-Universität in Berlin. In der Folge unterrichtete Sachs am Marienstiftsgymnasium in Stettin, ab 1852 am  Luisenstädtischen Realgymnasium in Berlin. In den Jahren 1855 und 1856 hielt er sich zwecks Vervollkommnung seiner Sprachkenntnisse in Frankreich und England auf. Nach seiner Rückkehr nach Deutschland war er am Berliner Friedrichsgymnasium angestellt.
Nachdem Karl Sachs 1858 an der Universität Rostock zum Dr. phil. promoviert worden war, übersiedelte er im Herbst des gleichen Jahres nach Brandenburg. Dort war der 1871 zum Professor ernannte bis zu seinem Eintritt in den Ruhestand 1894 am Saldernschen Realgymnasium tätig. Karl Sachs verstarb 1909 im Alter von 80 Jahren. Seit 1939 gibt es in Brandenburg eine Karl-Sachs-Straße.
Karl Sachs gehörte der Freimaurerloge Friedrich zur Tugend in Brandenburg an der Havel an und war eines ihrer bekanntesten Mitglieder. Von 1877 bis 1886 fungierte er als deren Meister vom Stuhl.
Karl Sachs publizierte Schulausgaben englischer sowie französischer Autoren. Gemeinsam mit Césaire Villatte gab er das Enzyklopädische französisch-deutsche und deutsch-französische Wörterbuch (2 Teile, 1871–80) heraus, das vielfach aufgelegt wurde.

## Werke

### Der Sachs/Villatte

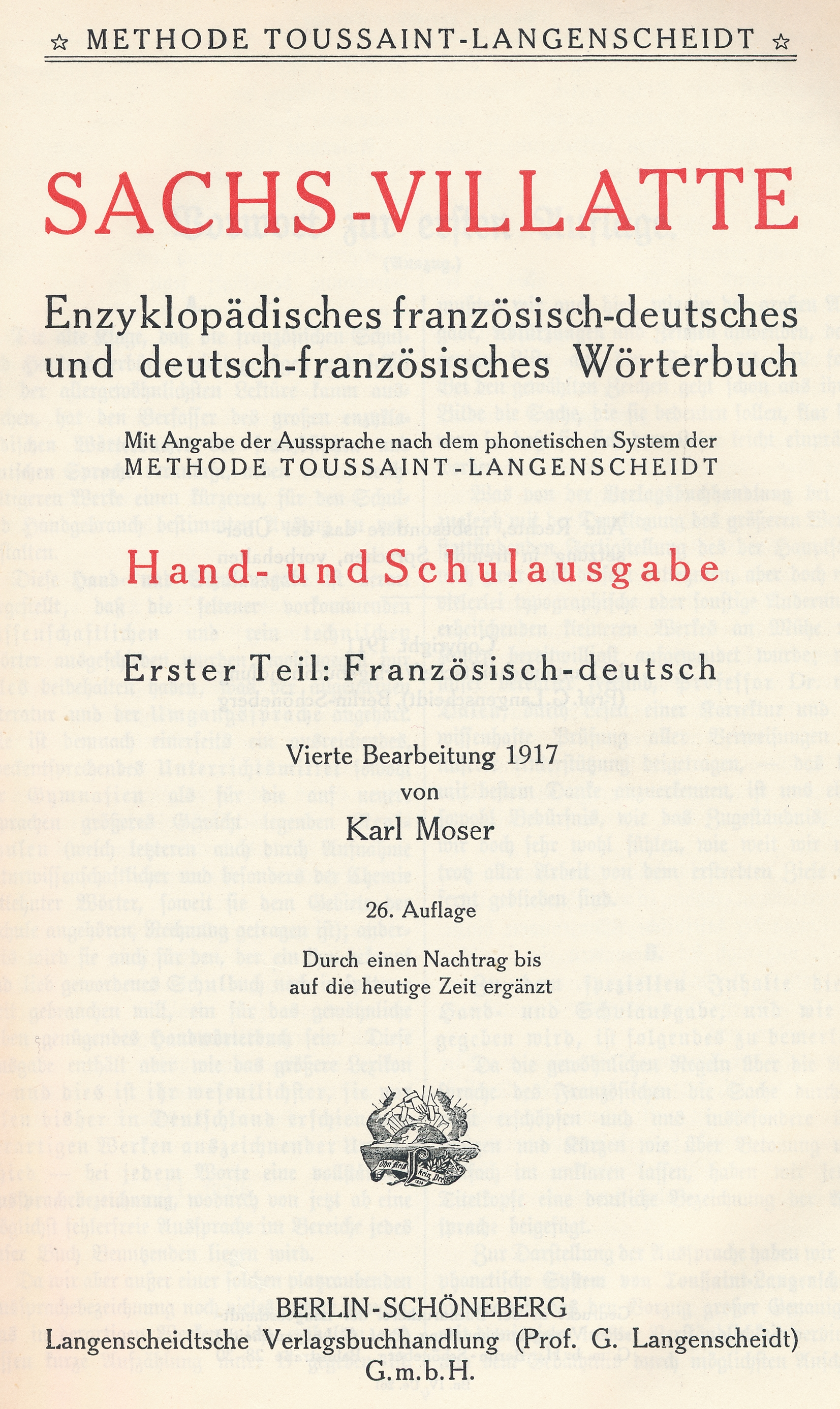
Titelseite des enzyklopädischen französisch-deutschen und deutsch-französischen Wörterbuchs Sachs-Villatte, Hand- und Schul-Ausgabe von 1917

- (mit Césaire Villatte) Encyklopädisches französisch-deutsches und deutsch-französisches Wörterbuch. Große Ausgabe. 2 Bände. Berlin 1869–1880 (40, 1630, 32, 2119 Seiten)
- (mit Césaire Villatte) Französisch-deutsches und deutsch-französisches Wörterbuch. Hand- und Schul-Ausgabe. 2 Bände. Berlin 1873–1881 (56, 738, 908 Seiten, zahlreiche Auflagen)
- (mit Césaire Villatte) Französisch-deutsches Supplement-Lexikon. Berlin 1894 (32, 329 Seiten; wurde späteren Auflagen des Encyklopädischen Wörterbuchs hinzugefügt)
- Karl Sachs: Enzyklopädisches französisch-deutsches und deutsch-französisches Wörterbuch: Hand- und Schulausgabe. 2 Bände. 4. Aufl., neubearbeitet von Karl Moser. Berlin-Schöneberg 1911
- Langenscheidt Großwörterbuch Französisch Sachs-Villatte. 2 Bände. Französisch-Deutsch: 13. Auflage der Ausgabe 1979, ISBN 978-3-468-02151-0;  Deutsch-Französisch: 18. Auflage der Ausgabe 1968,  ISBN 978-3-468-02156-5, Berlin (1079, 1109 Seiten).